# 下呂市立総島小学校
下呂市立総島小学校 （げろしりつ そうじましょうがっこう）は、かつて岐阜県下呂市に存在した公立小学校。

## 概要
- 下呂市馬瀬地区（旧・益田郡馬瀬村）南部の小学校であり、馬瀬惣島、馬瀬下山、馬瀬西村、馬瀬井谷、馬瀬名丸が校区であった。2017年、中切小学校と統合し、馬瀬小学校の新設により廃校。
- 校舎は老人ホームなどに転用されている。

## 沿革
- 1873年（明治6年）4月 - 惣島村に総島小学校が開校。
- 1875年（明治8年） - 下山村、西村、惣島村、井谷村、名丸村、堀之内村、中切村、数河村、黒石村、川上村が合併し馬瀬村となる。
- 1884年 （明治17年） - 馬瀬村が上馬瀬村[注釈 1]と下馬瀬村[注釈 2]に分割される。総島小学校は下馬瀬村の学校となる。
- 1886年（明治19年） - 総島簡易科小学校に改称する。
- 1888年（明治21年） - 総島尋常小学校に改称する。
- 1889年（明治22年）7月1日 - 上馬瀬村、下馬瀬村が合併し、馬瀬村が発足。
- 1905年（明治38年）2月8日 - 
  - 下山分教場を設置。
  - 名丸地区が中切尋常小学校校区から総島尋常小学校校区に移る。名丸分教場を設置。
- 1907年（明治40年） - 総島尋常高等小学校に改称する。
- 1908年（明治41年） - 名丸分教場を廃止[1]。
- 1917年（大正6年） - 名丸分教場を再度開設。
- 1918年（大正7年） - 馬瀬村字栃尾[注釈 3]に新築移転。
- 1941年（昭和16年）4月1日 - 総島国民学校に改称する。
- 1947年（昭和22年）4月1日 - 馬瀬村立総島小学校に改称する。
- 1948年（昭和23年） - 校舎を増築。
- 1958年（昭和33年） - 校舎を増築。
- 1959年（昭和34年） - 体育館が完成[注釈 4]。
- 1967年（昭和42年）3月31日 - 名丸分校を廃止。
- 1971年（昭和46年）6月1日 - 下山分校を廃止。
- 1983年（昭和58年） - 総島中学校と中切中学校が統合され、馬瀬中学校[注釈 5]が発足。併設が解消され、総島小学校は単独校となる。
- 1987年（昭和62年） - 現在地に新校舎が完成し、移転。
- 1988年（昭和63年） - 体育館が完成。
- 2004年（平成16年）3月1日 - 下呂町、萩原町、小坂町、金山町、馬瀬村が合併し下呂市が発足。同時に下呂市立総島小学校に改称する。
- 2009年 （平成21年）
  - 3月26日 - 閉校式。
  - 3月31日 - 統合により廃校。